# 중등교육

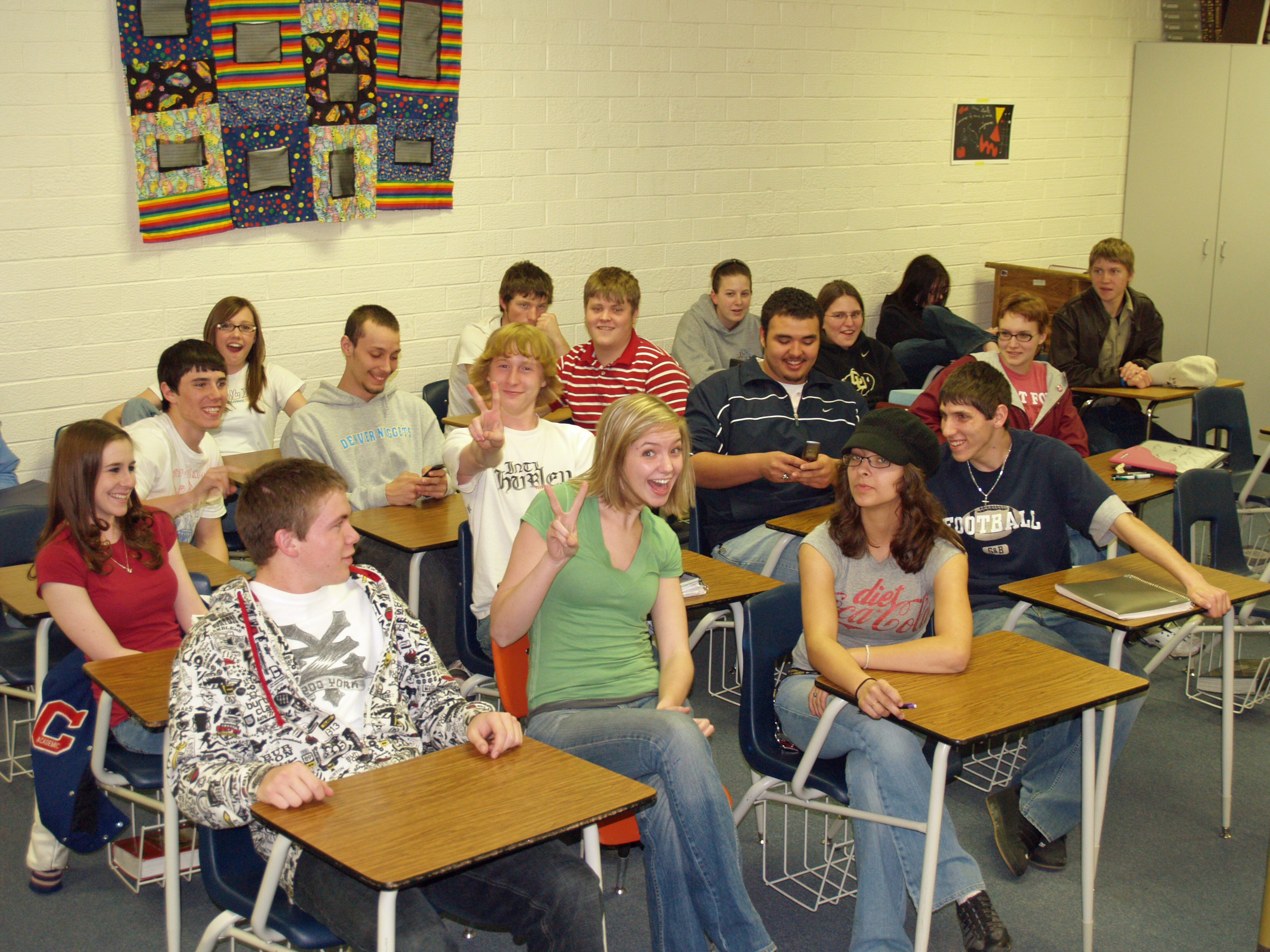

중등 교육(中等敎育, 영어: secondary education, post-primary education)은 교육 단계 중 초등 교육의 다음 단계이며, 고등 교육의 이전 단계이다. 보통 secondary school에서 이루어진다. 몇몇 나라에서는 아니지만 대부분의 나라에서는 의무 교육에 포함된다.

## 용어들
중등 교육은 high schools, gymnasia, lyceums, middle schools, sixth-form, sixth-form colleges, vocational schools, 또는 preparatory schools등으로 불린다. 정확한 의미는 나라마다 약간씩 다르다.

## 국가별 현황

### 대한민국
대한민국에서의 중등 교육 기관은 중학교와 고등학교에 해당하며, 조선민주주의인민공화국에서는 과거 고등중학교였으나 중학교로 통합되었다. 대한민국에서는 중학교 교육 기간에 의무 교육을 실시한다.

### 아르헨티나
아르헨티나의 중등 교육은 무료이고 의무이다.

### 벨기에
벨기에의 교육은 3단계로 나뉜다. 각각의 단계는 다양한 수준으로 나뉜다.
- Basic education
  - Nursery school : 만 3세에서 6세까지 어린이가 받는 교육이다. 의무 교육이 아니다.
  - Primary school : 만 6세에서 12세까지 어린이가 받는 교육이다. 의무 교육이다.
- Secondary education : 3개의 cycle이 있다.
  - First cycle (1년과 2년)
  - Second cycle (3년과 4년)
  - Third cycle (5년과 6년)
- Post secondary education : 대학이나 고등교육을 위한 학교 또는 성인 교육 기관에서 시행되는 교육이다.
  - 3-year further education : 학사 수준
  - 5-year further education : 석사 수준 (1년 또는 2년 이상 박사학위 교육을 받음)

## 같이 보기
- 3차 교육
- 초등교육
- 고등교육
- 중등 학교